# Newfoundland and Labrador Census Division No. 4
Die Census Division No. 4 ist eine Verwaltungseinheit in der kanadischen Provinz Neufundland und Labrador.
Die Census Division No. 4 befindet sich im äußersten Südwesten der Insel Neufundland. Sie hat eine Fläche von 7.087,65 km². Beim Zensus 2016 lebten dort 20.387 Einwohner. 5 Jahre zuvor betrug die Einwohnerzahl noch 20.840.

## Gemeinden (Towns)
- Cape St. George
- Gallants
- Kippens
- Lourdes
- Port au Port East
- Port au Port West-Aguathuna-Felix Cove
- St. George’s
- Stephenville
- Stephenville Crossing